# Su Burcu Yazgı Coşkun
Su Burcu Yazgı Coşkun (Isztambul, 2005. április 15.  –) török színésznő. Legismertebb szerepe Asiye Eren a Testvérek című sorozat egyik főszereplője.

## Pályafutása
Anyai ágon albán származású színész édesapja révén Antalyából származik. 2011-ben megtette az első lépést színészi karrierjében. Olyan tévésorozatokban játszott, mint az I Will Give You a Secret, a Love Again, a Karadayı, a Kırmızı Oda és a Kardeşlerim, mely Testvérek címmel Magyarországon is látható volt. A 2022. december 4-i Golden Butterfly díjátadón Onur Seyit Yarannal együtt 2 díjat nyert a "Ragyogó csillagok" és a "Legjobb TV-sorozat párja" kategóriákban.

## Filmográfia

### Televíziós szerepek
| Év        | Cím         | Magyar Cím | Szerep     | Megjegyzések | Magyar hang  |
| --------- | ----------- | ---------- | ---------- | ------------ | ------------ |
| 2021–2024 | Kardeşlerim | Testvérek  | Asiye Eren | Főszereplő   | Bartus Emese |

## Díjak és jelölések
| Év   | Díj                                      | Kategória                                                  | Tanulmány         | Következtetés  | Rövidítések Ref. Forrás |
| ---- | ---------------------------------------- | ---------------------------------------------------------- | ----------------- | -------------- | ----------------------- |
| 2021 | TV Agenda Awards                         | Az évad legjobb színésznője                                | Testvérek         | Sablon:Nyert   |                         |
| 2021 | Díjakat kértünk a diákoktól              | A legjobb áttörést jelentő tévésorozat pár (Yazgı és Onur) | Testvérek         | Sablon:Nyert   |                         |
| 2021 | TV Agenda Awards                         | Legjobb tévésorozat pár (Yazgı és Onur)                    | Testvérek         | Sablon:Nyert   |                         |
| 2021 | Güzel-díjak                              | Ragyogó csillag                                            | Testvérek         | Sablon:Nyert   |                         |
| 2021 | Isztambuli Egyetem 7. Golden 61 Awards   | Az év feltörekvő sztárja                                   | Testvérek         | Sablon:Nyert   |                         |
| 2021 | 47. Golden Butterfly Awards              | Legjobb színésznő                                          | Testvérek         | Sablon:Jelölés | [ 1 ]                   |
| 2021 | 47. Golden Butterfly Awards              | Legjobb TV-sorozat pár                                     | Testvérek         | Sablon:Jelölés | [ 1 ]                   |
| 2022 | Dizilah Güzel-díjak                      | Legjobb színésznő                                          | Testvérek         | Sablon:Nyert   |                         |
| 2022 | Dizilah Güzel-díjak                      | Legjobb tévésorozat pár (Yazgı és Onur)                    | Testvérek         | Sablon:Nyert   |                         |
| 2022 | 6. Okan Egyetem Az év legjobbja díját    | Legjobb tévésorozat pár (Yazgı és Onur)                    | Testvérek         | Sablon:Nyert   |                         |
| 2022 | 6. A Haliç Egyetem Az év legjobbja díját | Az év feltörekvő színésznője                               | Testvérek         | Sablon:Nyert   |                         |
| 2022 | 6. A Haliç Egyetem Az év legjobbja díját | Az év legjobb tévésorozata (Yazgı és Onur)                 | Testvérek         | Sablon:Nyert   |                         |
| 2022 | 48. Golden Butterfly Awards              | Legjobb színésznő                                          | Testvérek         | Sablon:Jelölés | [ 2 ] [ 3 ]             |
| 2022 | 48. Golden Butterfly Awards              | Legjobb TV-sorozat pár                                     | Testvérek         | Sablon:Nyert   |                         |
| 2022 | 48. Golden Butterfly Awards              | Shining Star Award                                         | Testvérek         | Sablon:Nyert   |                         |
| 2022 | Lányok kérik az év legjobbja díját       | Az év legjobb újonca                                       | Testvérek         | Sablon:Nyert   |                         |
| 2022 | Lányok kérik az év legjobbja díját       | Az év legjobb tévésorozata (Yazgı és Onur)                 | Testvérek         | Sablon:Nyert   |                         |
| 2024 | Harper's BAZAAR Az Év Női 2024           | Az év feltörekvő csillaga                                  | Egy éjszakai mese | Sablon:Nyert   | [ 4 ]                   |
|      |                                          |                                                            |                   |                |                         |

## Fordítás
- Ez a szócikk részben vagy egészben  a   Su Burcu Yazgı Coşkun című török Wikipédia-szócikk ezen változatának fordításán alapul.  Az eredeti cikk szerkesztőit annak laptörténete sorolja fel. Ez a jelzés csupán a megfogalmazás eredetét és a szerzői jogokat jelzi, nem szolgál a cikkben szereplő információk forrásmegjelöléseként.